# مقاطعة ريببليك (كانساس)
مقاطعة ريببليك (بالإنجليزية: Republic County)‏ هي إحدى المقاطعات في ولاية كانساس، الولايات المتحدة الأمريكية.

## أعلام
- هاري أ. بولارد